# NGC 566
NGC 566 (również PGC 5545 lub UGC 1058) – galaktyka soczewkowata (S0), znajdująca się w gwiazdozbiorze Ryb. Odkrył ją John Herschel 22 listopada 1827 roku.